# Богдасаров, Михаил Сергеевич
Михаил Сергеевич Богдасаров (Багдасаров, Богдасарян (арм. Միխայիլ Սերգեյի Բաղդասարով); род. 8 октября 1960, Москва, СССР) — советский и российский актёр театра и кино, кинорежиссёр, сценарист; заслуженный артист Российской Федерации.

## Биография
Родился 8 октября 1960 года в Москве.
В 1978 году поступил во вспомогательную труппу Театра-студии на Красной Пресне. На следующий год он успешно сдал экзамены в ГИТИС, и был зачислен на курс Л. И. Касаткиной и С. Н. Колосова.
В 1983 году окончил ГИТИС и пришёл работать в Театр кукол Образцова.
Позже вновь играл в Театре-студии на Красной Пресне, а через год перешёл в Театр-студию под названием «Сфера».
В 1988 году вошёл в труппу Театра-студии Олега Табакова.
В 2011 году окончил Высшие курсы сценаристов и режиссёров (ВКСР, мастерская В. Хотиненко, П. Финна, В. Фенченко).
С 2021 года — мастер курса в Институте театрального искусства имени народного артиста СССР И. Д. Кобзона.

## Театральные работы
Театр-студия на Красной Пресне:
- Граф Иван Тургенев — «Я пришёл дать вам волю»[11].

## Фильмография

### Актёрские работы
- 1984 — Лучшая дорога нашей жизни — строитель БАМа
- 1985 — Дороги Анны Фирлинг — одноглазый
- 1986 — Попутчик — официант
- 1986 — Тайна Снежной королевы — башмачник
- 1988 — Радости земные — эпизод
- 1990 — Мой муж — инопланетянин — музыкант в ресторане
- 1992 — Чтобы выжить — гаишник Эдмонд
- 1994 — Курочка Ряба — перекупщик на рынке
- 1997 — Время танцора — Саид
- 1997 — Сезон охоты — фотограф Кеша
- 1998 — Незнакомое оружие, или Крестоносец 2 — авторитет
- 1999 — Директория смерти — сосед / Геннадий Петрович
- 2000 — Маросейка, 12 — Грачик
- 2000 — Новый год в ноябре — Кутузов
- 2000 — Салон красоты — фотограф
- 2000 — 2001 — Дальнобойщики (2-я серия «Химия и жизнь») — Ашот Ванукян
- 2001 — Сыщик с плохим характером — Тигран Амаякович
- 2001 — ДМБ. Снова в бою — Джава
- 2002 — Возбуждение —
- 2001 — Медики — Гоги
- 2002 — Всё, что ты любишь… — Гога, бывший муж Нины
- 2002 — Театральная академия —
- 2002 — Ералаш (выпуск № 149, сюжет «Ангел Хранитель»)[12] — Михаил Суренович, директор школы (в титрах — М. Багдасаров)
- 2003 — Оперативный псевдоним — Ашот
- 2003 — Зажигайка — Петров
- 2003 — Москва. Центральный округ — актёр Михаил Гуревич
- 2003 — На углу, у Патриарших 3 — Назим
- 2003 — Повелитель эфира
- 2003 — Чай, кофе, потанцуем… — режиссёр
- 2003 — Ангел на дорогах — Самшитов
- 2003 — Русские амазонки 2 — режиссёр
- 2003 — Есть идея…
- 2003 — Приключения мага — Сохадзе
- 2004 — Надежда уходит последней — Хусаинов
- 2004 — Афромосквич — хозяин кафе
- 2004 — Кадеты — капитан Погосов
- 2004 — Слова и музыка — официальный любовник Марго, продюсер
- 2004 — 2007 — Виола Тараканова. В мире преступных страстей — Жора «Швили» Закарианиманишвили
- 2005 — Здравствуйте, мы — ваша крыша! — Ажижов
- 2005 — Последний бой майора Пугачёва — Ашот Хачатрян
- 2005 — Бриллианты для Джульетты — Сурен Ашотович
- 2005 — Жених для Барби — маэстро Фраскини
- 2005 — Крупногабаритные — Арам, сосед Вениамина
- 2005 — Жизнь — поле для охоты — Карапетян, майор, начальник уголовного розыска
- 2005 — Свой человек — Константин «Мамай»
- 2005 — Убить Бэллу — хозяин тира
- 2005 — Двое у ёлки, не считая собаки — Юрец, сосед
- 2005 — Игра мимо нот — Рафат, официант
- 2005 — Примадонна — Адский
- 2006 — Ералаш (выпуск № 202, сюжет «Пустяки»)[13] — Сальери
- 2006 — Золотой телёнок — инженер Кондрат Талмудовский (1, 4, 7 серии)
- 2006 — Маяк — Леван
- 2006 — Ненормальная — Акопыч
- 2006 — Тюрьма особого назначения — Глеб Нагайко, журналист
- 2006 — 2007 — Ангел-хранитель — Давид
- 2006 — Форсаж да Винчи — повар
- 2006 — Золото Кольджата — Абаз
- 2006 — Парижане — Михаил Яковлевич Покровский, заместитель директора НИИ
- 2006 — Трое сверху — Арнольд Моисеевич
- 2007 — Агония страха — Седов
- 2007 — Защита против — Армен Ашотович
- 2007 — Моя мама — Снегурочка — Арам
- 2007 — Сашка, любовь моя — Рафик-джан
- 2007 — Путешествие во влюблённость — Антонио, итальянский ресторатор
- 2007 — Подруга банкира — Борис Захарович Адский, продюсер Жанны
- 2007 — Золушка.ru — Сократ Ананасис
- 2007 — Спецгруппа — Тайц
- 2007—2009 — Огонь любви — Семён Ильич, знакомый Клавдии
- 2007 — И всё-таки я люблю… — Кузьмич
- 2008 — Мины в фарватере — Аракелян
- 2008 — А я люблю женатого — Виктор
- 2008 — Два цвета страсти — Михаил Борисович, адвокат
- 2008 — Всё могут короли — капитан
- 2008 — Новогодняя засада — Ибрагим Гаджиев, ресторатор, жених майора Ковалёвой
- 2008 — Папины дочки (83 серия) — Виктор, клиент Сергея Алексеевича, ухажёр Тамары (83 серия) / Руслан Михайлович, гражданский муж Тамары (376 серия)
- 2008 — Гаишники — Абдулло Иванович Халитов, инспектор ДПС
- 2008 — Самый лучший вечер — Андрей Маркович Раст
- 2008 — Старшая жена — продавец овец
- 2008 — Заходи — не бойся, выходи — не плачь — Борис Борисович
- 2008 — Шут и Венера — продюсер А
- 2009 — Братаны — Евгений, богатый клиент борделя
- 2009 — Генеральская внучка 2 — Мурадян, директор ювелирного магазина
- 2009 — Город соблазнов — директор ресторана
- 2009 — Люди Шпака — Попадополо
- 2009 — Непридуманное убийство — Натан Марголис, литературный агент Воронова
- 2009 — 2010 — Маргоша 2 — Егор Степанович
- 2009 — Тётя Клава фон Геттен — директор театра
- 2009 — Укрощение строптивых — Ашот
- 2009 — История лётчика — Казарян
- 2009 — Неуд по любви — трактирщик
- 2009 — Каникулы строгого режима — начальник управления, полковник
- 2010 — «Алиби» на двоих (фильм 8-й «Похищение рубина») — Араик Агавардович Суджян
- 2010 — Банды — Мурат, смотрящий на рынке
- 2010 — Дело Крапивиных — Карапетян
- 2010 — Энигма — капитан милиции
- 2010 — Любовь под прикрытием — Керим, хозяин кафе
- 2010 — Застывшие депеши — Юрик, бизнесмен
- 2010 — Однажды в милиции — «адвокат»
- 2010 — Глухарь. «Снова Новый!» — стоматолог
- 2010 — Откричат журавли — полковник на Кавказе
- 2010 — Школа для толстушек — Тофик, муж Ланы
- 2010 — 2014 — Москва. Три вокзала — Сурен «Параноичъ», хозяин кафе «У Параноича» на вокзале
- 2011 — Дальнобойщики 3 (12-я серия «Баллада о солдатике») — капитан армии Кучков
- 2011 — Жизнь и приключения Мишки Япончика — Наум Соломонович Жирмунский
- 2011 — Новогодняя SMS-ка — Дед Мороз
- 2011 — Назад — к счастью, или Кто найдёт Синюю птицу — Феликс
- 2011 — Пилот международных авиалиний — Евгений Сергеевич, директор школы
- 2011 — Тонкая грань — Заборин
- 2011 — Шериф 2 — Филимонов
- 2011 — Ящик Пандоры — Арам Натанович, директор конной школы
- 2012 — Мамы — таксист (новелла «Моей любимой»)
- 2012 — Лорд. Пёс-полицейский — Иван Карпович
- 2012 — Личное дело майора Баранова — Середа
- 2012 — Семья — Дэвид Коти, канадский бизнесмен
- 2012 — Формула счастья — Ашот
- 2012 — Топтуны — Ариман Шарипович Кашиев, нефтяной и оружейный магнат
- 2012 — Без следа (20-я серия) — адвокат
- 2012 — Под прикрытием — Чванов
- 2012 — 2013 — Анечка — Александр Георгиевич Агрба, дядя Сандро
- 2012 — Как выйти замуж за миллионера — Богдан Петрович, продюсер
- 2012 — Подстава — Николай Иванович
- 2013 — Учитель в законе. Возвращение — Самвел Гаспаров
- 2013 — Полярный рейс — Спартак Васильевич Комно, проводник
- 2013 — Пётр Лещенко. Всё, что было… — Георгий Костаке, хозяин ресторана
- 2013 — Лютый — Дмитрий Анатольевич Поляков
- 2013 — Стройка — директор магазина
- 2013 — Семейный бизнес — Казим Акавович, кредитор
- 2013 — Классная школа — повар дядя Гена
- 2013 — Мама-детектив (5-я серия) — Николай Екимов, ведущий кулинарного ток-шоу
- 2013 — Райский уголок — Давид
- 2014 — Беспокойный участок — Артём Дубовицкий
- 2014 — Майя — Марат Халиков, хозяин клуба
- 2014 — Марш-бросок: Охота на «Охотника» — Арчи
- 2014 — В спорте только девушки — Тофик
- 2014 — Самара 2 — брат Армена
- 2014 — Турецкий транзит — Кемаль
- 2014 — Кавказская пленница! — гостеприимный хозяин, тамада на именинах
- 2014 — Чиста вода у истока — таксист
- 2014 — Там, где ты — Михаил Аркадьевич, директор интерната
- 2014 — С осенью в сердце — укротитель
- 2014 — 2015 — Сватьи — Кукин (1 сезон)
- 2015 — Папа на вырост — Абит Ахмедович, дядя Тимура, хозяин квартиры
- 2015 — Тень стрекозы — Леонид Михайлович, редактор газеты
- 2015 — Похищение Евы — Игорь Сулейманович
- 2015 — Пуанты для плюшки — Сурен Акопович, директор магазина
- 2015 — Власик. Тень Сталина — Мирон Иванович Мержанов, архитектор, друг Власика
- 2015 — Вкус (короткометражка) — папа
- 2015 — Песнь песней — дядя
- 2015 — Озабоченные, или Любовь зла — Константин Петров, известный московский продюсер
- 2016 — Максимальный удар — криминальный босс
- 2016 — Наше счастливое завтра — Даниэль Каренович Абрамцумян
- 2016 — 2018 — Челночницы — Арам, директор клуба «Мотылёк»
- 2016 — Следователь Тихонов — Рамазанов, потерпевший
- 2016 — Тёща-командир — Гаспарян
- 2016 — Последнее видео на YouTube — повар
- 2016 — Не числом, а умением
- 2016 — Против всех правил — метрдотель
- 2017 — Куба — Артур Каспарян
- 2017 — Пока смерть не разлучит нас — Арутюнян
- 2017 — Две жены — нотариус
- 2017 — Верка-Фуэте / Verka Fouettes (короткометражка)
- 2017 — Тайный город 3 — Юрбек Томба
- 2017 — Оперетта капитана Крутова — директор ресторана
- 2017 — Экспроприатор
- 2017 — Динозавр — Сергей Викторович («Пупок»), риэлтор
- 2018 — Клубаре
- 2018 — Русалки — Василий Вартанович, шеф-редактор
- 2018 — Тот, кто читает мысли (Менталист) (серия № 7 «Опасный бизнес») — Илья Шперберг, член правления компании «Меркурий»
- 2018 — Танцы на высоте! — Радик
- 2018 — Блестящая карьера — Виталий Романович, главврач
- 2018 — Рассвет на горе Адама — Эдик
- 2018 — Ивановы-Ивановы (57 серия, 3 сезон) — Валентин, актёр, который должен был играть роль в клипе Миланы
- 2018 — Курс позитивного мышления (короткометражный)
- 2018 — Зуб президента (короткометражка) —
- 2018 — Время женщин
- 2018 — Мотивы (короткометражный) — Алексей Бернанский
- 2018 — Сотка (Украина) — Марко Риччи
- 2019 — Горе от ума — Давид Наумович Ватрушкин, главврач клиники
- 2019 — Ловушка для королевы — Арамов (Арам), криминальный авторитет
- 2019 — Невеста комдива — Армен Ашотович Айвазян, замполит, подполковник
- 2019 — Рок-н-ролл
- 2019 — Узел (короткометражка)
- 2019 — Старушки в бегах 2 — Гиви
- 2019 — Безсоновъ — ювелир
- 2019—2020 — Чайковский. Русский гений (документальный) — инспектор училища
- 2020 — БиМ — Гоша Керченский
- 2020 — Когда-нибудь наступит завтра — Биркин
- 2020 — Чистосердечное призвание — Фёдор Дубровин, режиссёр
- 2020 — Гардемарины 1787. Мир — турецкий посол
- 2021 — Золотая кровь. Чёрный Орлов — Вениамин Блохин
- 2021 — Игра с огнём — Гиви, содержатель подпольного казино
- 2021 — Красная зона — Еприкян
- 2021 — КрисТина — Тимур Алхазович
- 2021 — Крюк — Гурген, хозяин кафе
- 2021 — Пальма | A Dog Named Palma | ハチとパルマの物語 (Россия, Япония) — Михаил Акопович, ветеринар
- 2021 — Проклятый чиновник — доктор
- 2021 — Саня, газуй! — Армен Георгиевич, менеджер автосервиса
- 2021 — Майор Гром: Чумной Доктор. Расширенная версия
- 2021 — Сваты 7 (Украина, Беларусь) — Тигран Меликян, продюсер
- 2021 — Сердце и как им пользоваться — Слёзкин
- 2022 — Непослушник — Жора, хозяин кафе «У Жоры»
- 2022 — Старушки в бегах 3 (в производстве)
- 2022 — Русская жена (в производстве)
- 2022 — Проба
- 2022 — Саня, газуй! Новый поворот — Армен
- 2022 — Дикие предки — армянский дед
- 2022 — Жизнь по вызову — Ильхам Менжидов, олигарх
- 2022 — Моя мама — Шпион — директор турфирмы
- 2022 — Чернобыль — Армен Артаваздович Абагян, профессор
- 2022 — Танцы на высоте — Радик
- 2022 — Дикие предки — армянский дед
- 2023 — Вася не в себе — Вараздат
- 2023 — ФК «Родина» — Карташов, агент
- 2023 — Баба Мороз и тайна Нового года — Инвестор
- 2024 — 10 дней до весны — Шекет
- 2024 — Мой любимый чемпион — зав. кардиологическим отделением
- 2024 — Сюрприз для мамы — отец Эли
- 2024 — Братья — Жрец, вождь племени

#### Киножурнал «Фитиль»
- 2002 — Выпуск № 417 (новелла «Хамелеон» (почти по Чехову)) — капитан милиции
- 2008 — Выпуск № 187 (новелла «В ногу с прогрессом») — муж

#### Телеспектакли
- 1997 — Звёздная ночь в Камергерском — серьёзный прохожий с портфелем / пожарный / мушкетёр

#### Документальное кино
1. 2010 — Бриллиантовая рука 2 (документальный) — контрабандист / капитан теплохода
2. 2011 — Казнокрады (документальный фильм) — Сергей Нонниев

### Режиссёрские работы
- 2010 — Далёкие близкие (короткометражный)
- 2012 — Семейный детектив.
- 2012 — Соседи
- 2012 — 2013 — Неравный брак
- 2014 — Ясновидящая
- 2015 — Граница времени
- 2016 — Быстрые свидания
- 2017 — Свидетели

## Заслуги и награды
- Заслуженный артист Российской Федерации[14]